# Loozen
Loozen is een landelijk gelegen buurtschap in de gemeente Hardenberg, provincie Overijssel (Nederland), met 200 inwoners.

## Ligging en Loozensche Linie
Geografisch gezien ligt het tussen Gramsbergen en de dorpskern Hardenberg en langs de Overijsselse Vecht. De buurtschap wordt doorsneden door de spoorlijn Zwolle - Emmen en het kanaal Almelo-De Haandrik.
Langs de Overijsselse Vecht ligt de Loozensche Linie, een in 1799/1800 op bevel van Napoleon Bonaparte aangelegd verdedigingswerk. De Loozensche Linie wordt in 2007/2008 opnieuw ingericht waarbij een oude rivierarm weer wordt uitgegraven en waardoor er meer ruimte komt voor water en recreatie.
In Loozen ligt het tuinencomplex De vijvertuinen van Ada Hofman.

## Bekende Loozenaren
- Ada Hofman (1946), tuinontwerper
- Erik Hulzebosch (1970), marathonschaatser.
- Jenita Hulzebosch-Smit (1974), marathon- en langebaanschaatsster